# Casa de las Libertades
La Casa de las Libertades (Casa delle Libertà) (CdL) fue una coalición electoral de la derecha italiana, fundada a finales de 2000 bajo el liderazgo de Silvio Berlusconi.

## Historia
La coalición se constituyó como sucesora de anteriores coaliciones de centro-derecha, el Polo de las libertades y el Polo por las Libertades, con el objetivo de presentarse a las elecciones generales de 2001. En dichas elecciones la CdL resultó vencedora frente a la coalición de centro-izquierda El Olivo, formado gobierno Silvio Berlusconi.
La coalición de centro-derecha afrontó un complicado panorama internacional con un terrorismo internacional de fondo tras los atentados del 11 de septiembre de 2001 en Nueva York. El nuevo gobierno apoya la intervención estadounidense en Afganistán y más adelante en Irak. Dentro de Italua, las principales reformar realizadas por la CdL fueron la reforma de estado y de gobierno, la de la escuela, la del mercado de trabajo, de las pensiones, del sistema radiotelevisivo y de la justicia entre otras.
En noviembre de 2005, trató de introducir una la reforma del estado de corte federal, concediendo más autonomía a las regiones de Italia; además planteaba reducir el número de miembros del Parlamento de Italia y disminuían las competencias del presidente para aumentar las del Presidente del Consejo.
La reforma fue aprobada en el parlamento solo por los miembros de la coalición, inferiores a los dos tercios del total de la cámara, por lo que tuvo que realizarse un referéndum. Este se celebró el 25 y 26 de junio de 2006, venciendo el No por amplia mayoría, dejando suspendida la reforma.
En las elecciones generales de 2006 pasó a la oposición, resultando vencedora la coalición El Olivo. En diciembre de 2007, Berlusconi anunció un plan para la creación de una formación sucesora a la Casa de las Libertades, El Pueblo de la Libertad (PdL), con la intención de unificar a gran parte del centro-derecha italiano en un solo partido. Con la inesperada caída del gobierno de Romano Prodi en enero de 2008, la organización del Pueblo de la Libertad estaba completada, pero solo con dos partidos unidos formalmente, Forza Italia y Alianza Nacional. Para las elecciones generales de 2008 el Pueblo de la Libertad se presentó como una coalición sin nombre con la Liga Norte y el Movimiento por la Autonomía. La Unión de los Demócratas Cristianos y de Centro (UDC) decidió no unirse a Berlusconi en esta ocasión, creando su propia coalición, la Unión de Centro.

## Composición
Los partidos fundadores de la Casa de las Libertades son:
- Forza Italia (FI), proyecto político de estampa conservador y neoliberal creado y liderado por Berlusconi.
- Alianza Nacional (AN), partido conservador y nacionalista de derecha, heredero del neofascismo, fundado por Gianfranco Fini.
- la Unión de los Demócratas Cristianos y de Centro (UDC), partido democristiano y centrista, nacido de la fusión del CCD, CDU y DE. El principal referente ideológico de este partido era Pier Ferdinando Casini. UDC abandonaría la coalición en 2006, declarando concluida su colaboración con la CdL, pero confirmando su alineación con el centro-derecha.
- la Liga Norte (LN), movimiento federalista y de derechas de las regiones del norte liderado por Umberto Bossi.
- Partido Socialista - Nuevo PSI, formación de inspiración socialdemócrata, dirigido por Gianni De Michelis.
- Partido Republicano Italiano, partido centrista liderado por Giorgio La Malfa y Francesco Nucara.

A lo largo de los cinco años en el gobierno se integraron nuevos partidos, sobre todo en los últimos años, cuando se veía posible que la Casa de las Libertades volviera a vencer las elecciones. Así, se integraron los siguientes partidos:
- En enero de 2006 se adhiere la Democracia Cristiana por las Autonomías, Alternativa Social de Alessandra Mussolini, el Movimiento Social Llama Tricolor y el Partido Nacional Democrático, aunque este último aún no se ha presentado a ninguna elección. También apoyaron a la coalición Reformistas Liberales y el Movimiento por la Autonomía (MpA).
- En las elecciones generales de 2006 se presentaron con la Casa de las Libertades partidos menores como el Partido Liberal Italiano, la lista Pensionistas Unidos (una escisión del Partido de los Pensionistas), Verdes Verdes, el Movimiento No Euro, S.O.S. Italia, Italia de Nuevo, Por Italia en el Mundo, el Partido Sardo de Acción y los movimientos regionales de Sicilia, Pacto por Sicilia, Nueva Sicilia y el Pacto Cristiano Amplio.
- En noviembre de 2006 entra en la coalición el Partido Pensionistas, que en las elecciones había pedido el voto para La Unión.